# Dyje (okres Znojmo)
Obec Dyje (dříve Milfron, německy Mühlfraun) se nachází v okrese Znojmo v Jihomoravském kraji, 4 km východně od Znojma, na levém břehu řeky Dyje v místech, kde řeka proráží masiv Načeratického kopce a vplouvá do roviny Dyjsko-svrateckého úvalu. Žije zde 500 obyvatel (v letech 2006 až 2015 se počet obyvatel zvýšil o osminu).

## Název
Původně se vesnice jmenovala Mülfren (nejstarší doklady psány Mulwren, Muluren, Mulvren). Velmi pravděpodobně jde o spojené sousloví Mühl Fran, v němž druhé slovo je hlásková úprava českého jména Vranov; celek tedy měl význam "mlýn Vranov". Méně pravděpodobné je, že se původní jméno vyvinulo ze spojení zu Mül vrouwend ("patřící k mlýnu"). Zakončení jména bylo v němčině posléze přikloněno k Frau, čímž vznikla podoba Mühlfraun; z jeho německé nářeční výslovnosti pak vzniklo počeštěné Mil(i)frón. Dnešní jméno bylo dáno po druhé světové válce podle polohy na řece Dyji.

## Historie
Archeologické průzkumy v okolí přinesly poznatky o osídlení v mladším paleolitu (aurignacien), neolitu (kultura s lineární keramikou), únětické kultury starší doby bronzové, mohylové kultury ze středního období, velatické a podolské z mladší a pozdní doby bronzové. V obci se kromě toho našel hrob z doby stěhování národů.
První písemná zmínka o obci "Mulwren" pochází z roku 1283, kdy synové zesnulého Dětřicha z Dobronic prodali ves s příslušenstvím premonstrátům v nedaleké Louce.  V jejich majetku zůstal Milfron až do zrušení louckého kláštera v roce 1784. Poté náležel náboženskému fondu, ze kterého jej roku 1802 odkoupil jako samostatný statek Jan Jiří z Scherfu. Od roku 1805 pak vlastnili obec páni z Liebenberku. R. 1809 během bitvy u Znojma byla obec značně poškozena.  Roku 1918 byl milfronský statek koupen Karlem rytířem Felbingerem. Po pozemkové reformě v roce 1925 byl Karlu Felbingerovi ponechán právě milfronský statek a k němu ještě nedaleký Kateřinský dvůr. Majoritní německé obyvatelstvo obce bylo odsunuto v divoké fázi v létě 1945. V rámci předpojaté degermanizace byla obec roku 1949 ahistoricky přejmenována.  V letech 1980–1990 byla součástí města Znojma.

## Pamětihodnosti
- Poutní kostel svatého Jana Nepomuckého
- Socha svatého Jana Nepomuckého
- Smírčí kříž na návrší nad obcí
- Milfronský zámek – letní rezidence pro loucké opaty a přestárlé členy řádu z 18. století; po roce 1945 byl účelově využíván JZD a devastován.